# George Blackall Simonds

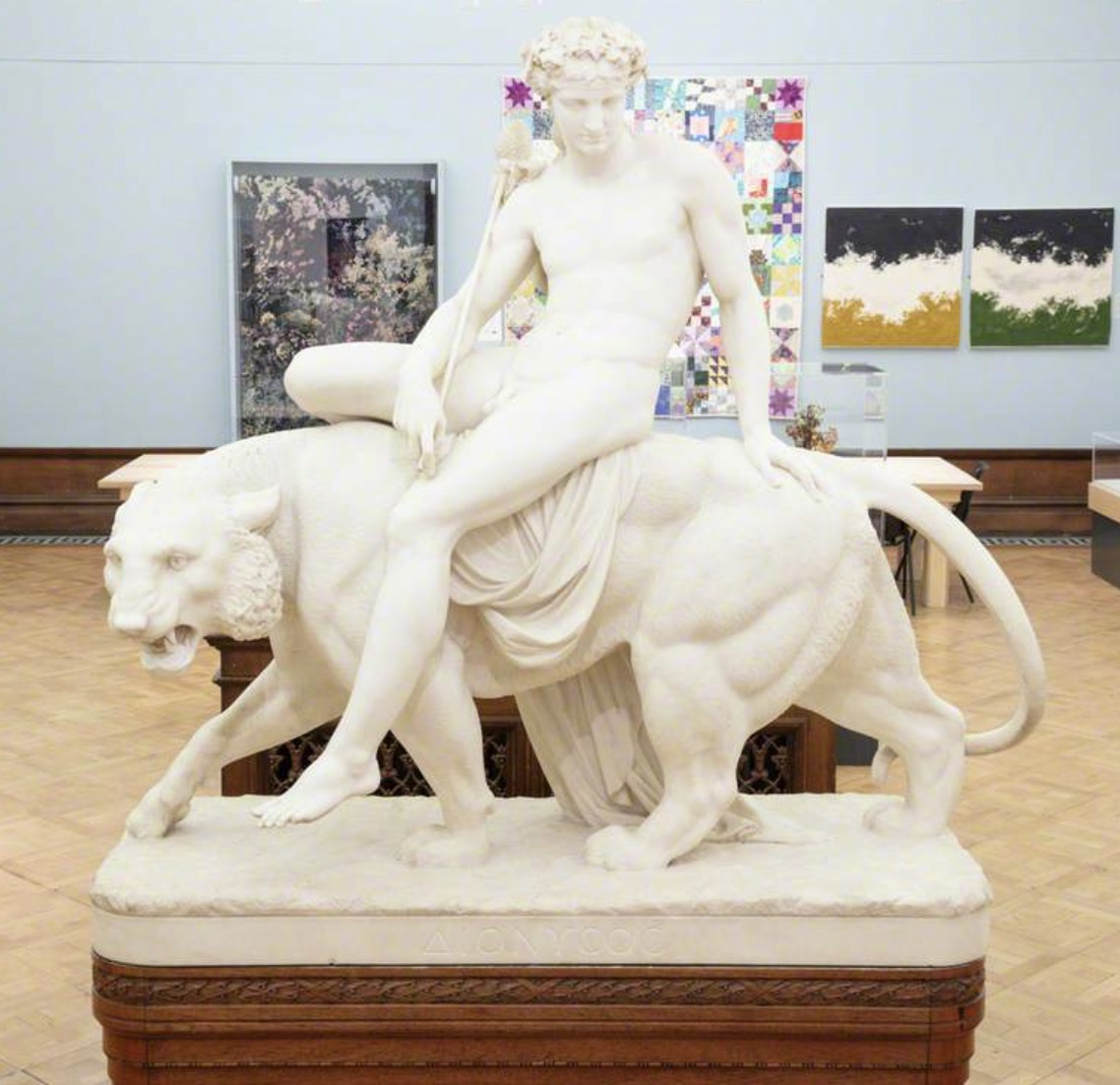
Dionysus von George Blackall Simonds in der Shipley Art Gallery

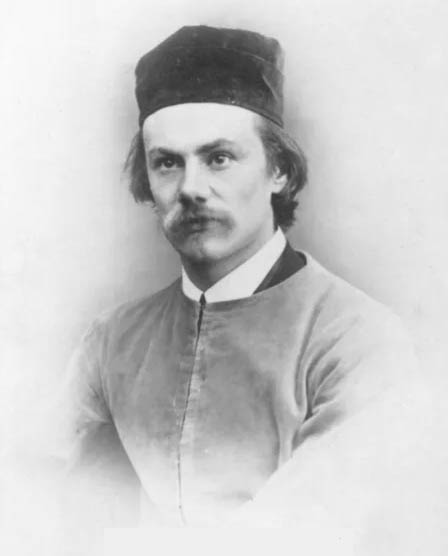
George Blackall Simonds, 1874

George Blackall Simonds (* 6. Oktober 1843 in Reading, Berkshire; † 16. Dezember 1929 in Bradfield, Berkshire) war ein englischer Bildhauer und Brauereidirektor. Er ist bekannt für seine monumentalen Skulpturen und seine Rolle in der Arts-and-Crafts-Bewegung.

## Leben
George Simonds wurde als zweiter Sohn von George Simonds senior und Mary Anne Boulger in Reading geboren. Sein Großvater war der Brauer und Bankier William Blackall Simonds. Mit 15 Jahren begann er seine künstlerische Ausbildung bei Johannes Schilling in Dresden, die er bei Louis Jéhotte an der Akademie in Brüssel fortsetzte. Ab 1864 lebte und arbeitete er zwölf Jahre lang in Rom, bevor er 1875 nach London zurückkehrte und ein Atelier eröffnete. 1888 zog er in das Priory Studio in St. John’s Wood.
1877 heiratete er Emily Gertrude Prescott, mit der er einen Sohn, George Prescott Simonds, hatte. Dieser fiel 1914 im Ersten Weltkrieg. Nach dem Tod seines Bruders Blackall Simonds im Jahr 1905 übernahm George dessen Nachnamen und wurde Direktor der Familienbrauerei H & G Simonds, wo er bis zu seinem Tod als Vorsitzender tätig war. 1884 war George Simonds Mitbegründer und erster Vorsitzender der Art Workers’ Guild in London. Diese Organisation vereinte Künstler, Architekten und Handwerker und war von den Ideen John Ruskins und William Morris inspiriert. Als begeisterter Falkner gründete er 1927 den British Falconers’ Club und wurde zu dessen erstem Präsidenten gewählt. George Blackall Simonds starb 1929 in Bradfield und wurde auf dem Friedhof der St. Andrew’s Church beigesetzt.

## Werk
George Simonds war ein vielseitiger Künstler, der mehr als 200 Werke aus verschiedenen Materialien wie Marmor, Bronze, Terrakotta und Eisen schuf. Zu seinen bekanntesten Arbeiten zählen:
- The Falconer (1873): Eine Bronzestatue eines Falkners im Central Park in New York City. Das Werk wurde im Wachsausschmelzverfahren in Florenz gegossen.
- Maiwand Lion (1886): Ein Kriegsdenkmal in den Forbury Gardens in Reading, das an die Gefallenen des 66. Berkshire Regiments im Zweiten Anglo-Afghanischen Krieg erinnert.
- Statue von Queen Victoria (1887): Eine Marmorskulptur vor dem Rathaus von Reading, die anlässlich des Goldenen Thronjubiläums der Königin geschaffen wurde.
- Die Statue von George Palmer (1891): eine Bronzestatue des Industriellen und Politikers in Reading.

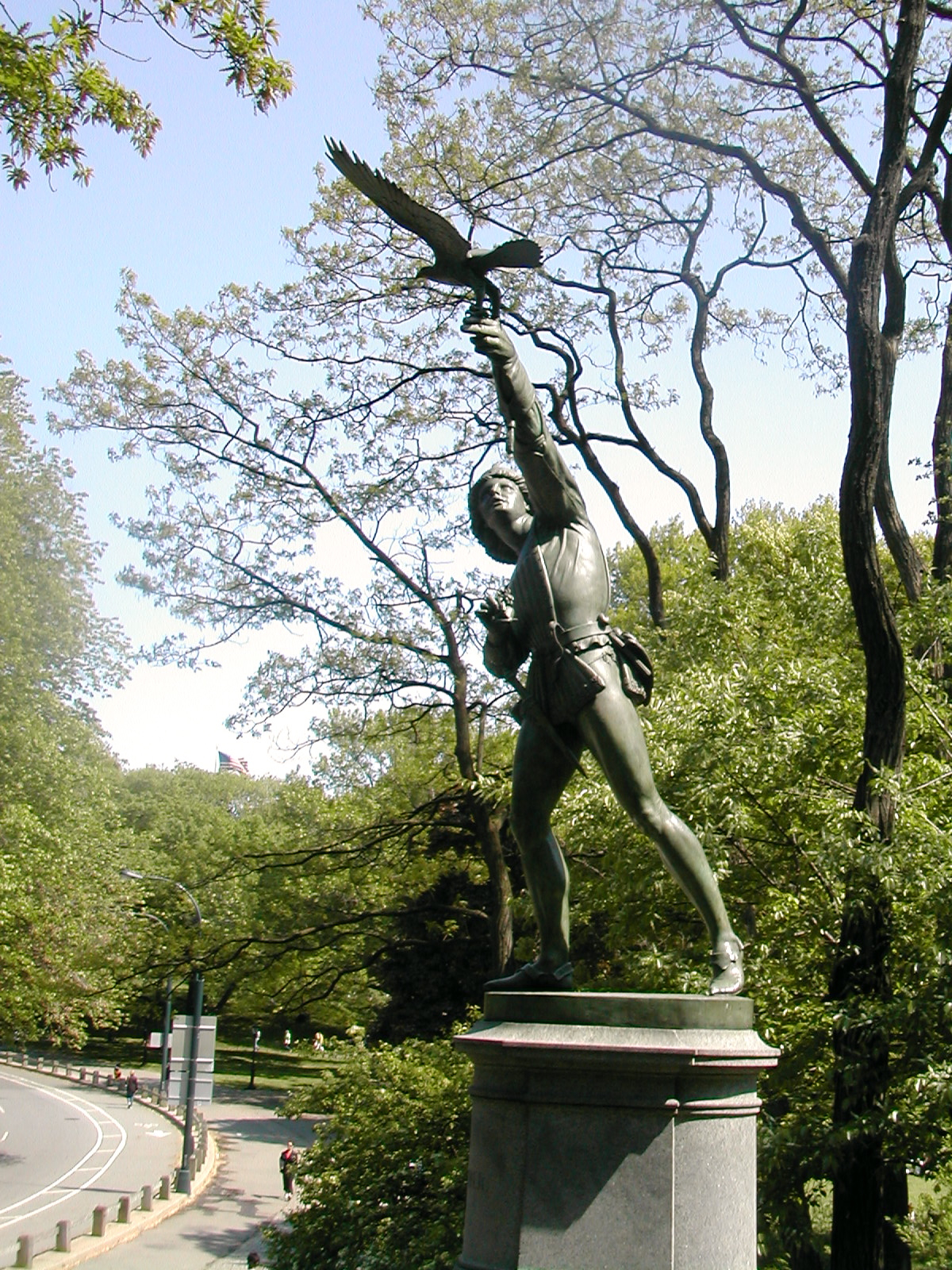
The Falconer, 1873, von George Blackall Simonds im Central Park, New York, NYC

Simonds war ein Anhänger des Wachsausschmelzverfahrens und veröffentlichte 1886 einen Artikel darüber im „American Architect and Building News“.